# 青化乡 (眉县)
青化乡是中国陕西省宝鸡市眉县下辖的一个乡。

## 行政区划
青化乡下辖以下行政区：
青化村、西寨村、咀头村、石马寺村、宣窝村、风池村、河湾村、金家庄村、油房堡村、跑安村、李魏村、曹梁村